# Sphaerorutela coeruleohumeralis
Sphaerorutela coeruleohumeralis är en skalbaggsart som beskrevs av Ohaus 1913. Sphaerorutela coeruleohumeralis ingår i släktet Sphaerorutela och familjen Rutelidae. Inga underarter finns listade i Catalogue of Life.